# 克羅科蒂略區
6°21′35″S 79°02′05″W / 6.3596°S 79.0346°W
克羅科蒂略區（西班牙語：Distrito de Querocotillo），是秘魯的一個區，位於該國北部卡哈馬卡大區的庫特爾沃省，面積697.1平方公里，海拔高度1,973米，2005年人口16,458，人口密度每平方公里24人。